# Краснореченский (Приморский край)
Красноре́ченский — село в Дальнегорском городском округе Приморского края (Россия).
Село расположено в 16 км к северо-западу от Дальнегорска, стоит на автомобильной дороге местного значения, ведущей к строящейся автотрассе А375 «Восток» и к селу Самарка Чугуевского района. Ближайшая станция Дальневосточной железной дороги Новочугуевка находится в 235 км. Связано регулярным автобусным сообщением с Дальнегорском.

## История
В 1937 году, в ключе, позже ставшим называться Дождевым, в верховьях р. Тетюхе (ныне река Рудная) возник небольшой посёлок геологов и горняков. Олово-полиметаллический рудник, при котором он возник, назывался Сталинский, а посёлок — Сталинка. В течение Великой Отечественной войны на руднике велась проходка штолен, разведка месторождения. После смерти Сталина рудник переименовали в Смирновский, а посёлок стал называться Краснореченским. В 1956—1958 гг. была построена обогатительная фабрика.
С 10 июня 1946 года поселок при Государственном Приморском оловянном комбинате “Главолово”, согласно постановлению Приморского краевого совета депутатов трудящихся, стал именоваться Сухановским.
В ноябре 1950 года поселок Сухановский переименован в Верхне-Тетюхинский, а в 1951 году – в Краснореченский.
В 1951 году Краснореченский получил статус посёлка городского типа. В 1990-е годы фабрика была разрушена. С 2004 года Краснореченский — сельский населённый пункт.

## Население
| 1959 | 1970  | 1979  | 1989  | 2002  | 2010  | 2021  |
| ---- | ----- | ----- | ----- | ----- | ----- | ----- |
| 5676 | ↗6747 | ↘6212 | ↘5568 | ↘3926 | ↘3296 | ↘2353 |